# بخش ماندلا
بخش ماندلا (به انگلیسی: Mandla district) یک منطقهٔ مسکونی در هند است که در Jabalpur division واقع شده‌است. بخش ماندلا ۸٬۷۷۱ کیلومتر مربع مساحت و ۱٬۰۵۴٬۹۰۵ نفر جمعیت دارد.